# Suzanne de Bavière
Suzanne de Bavière (2 avril 1502 – 23 avril 1543) était une noble allemande. Née à Munich, elle était la fille d'Albert IV de Bavière et de Cunégonde d'Autriche, elle-même fille de l'empereur Frédéric III et d'Aliénor de Portugal. 

## Biographie
Suzanne s'est mariée avec Casimir de Brandebourg-Culmbach, en 1518. Ils ont eu cinq enfants :
- Marie de Brandebourg-Culmbach (1519-1567), mariée à l'électeur palatin Frédéric (1515-1576) en 1537. Ils sont les parents de Louis VI du Palatinat
- Catherine (1520-1521)
- Albert II Alcibiade de Brandebourg-Culmbach (1522-1557), margrave de Brandebourg-Culmbach
- Cunégonde de Brandebourg-Culmbach (1524-1558), mariée en 1551 à Charles II de Bade-Durlach (1529-1577)
- Frédéric (1525-1525)

Après la mort de Casimir en 1527, Suzanne s'est remariée à Othon-Henri du Palatinat le 16 octobre 1529. Ce second mariage est resté sans enfant. 
Suzanne est décédée le 23 avril 1543 à Neuburg an der Donau à l'âge de 41 ans. Elle n'est jamais devenu électrice palatine, étant décédée avant que son deuxième mari n'ait acquis la dignité électorale.